# Carex takoensis
Carex takoensis är en halvgräsart som beskrevs av Y.Endo och Yashiro. Carex takoensis ingår i släktet starrar, och familjen halvgräs. Inga underarter finns listade i Catalogue of Life.